# Asperuginoides
Asperuginoides é um género botânico pertencente à família Brassicaceae.